# Кникюхле

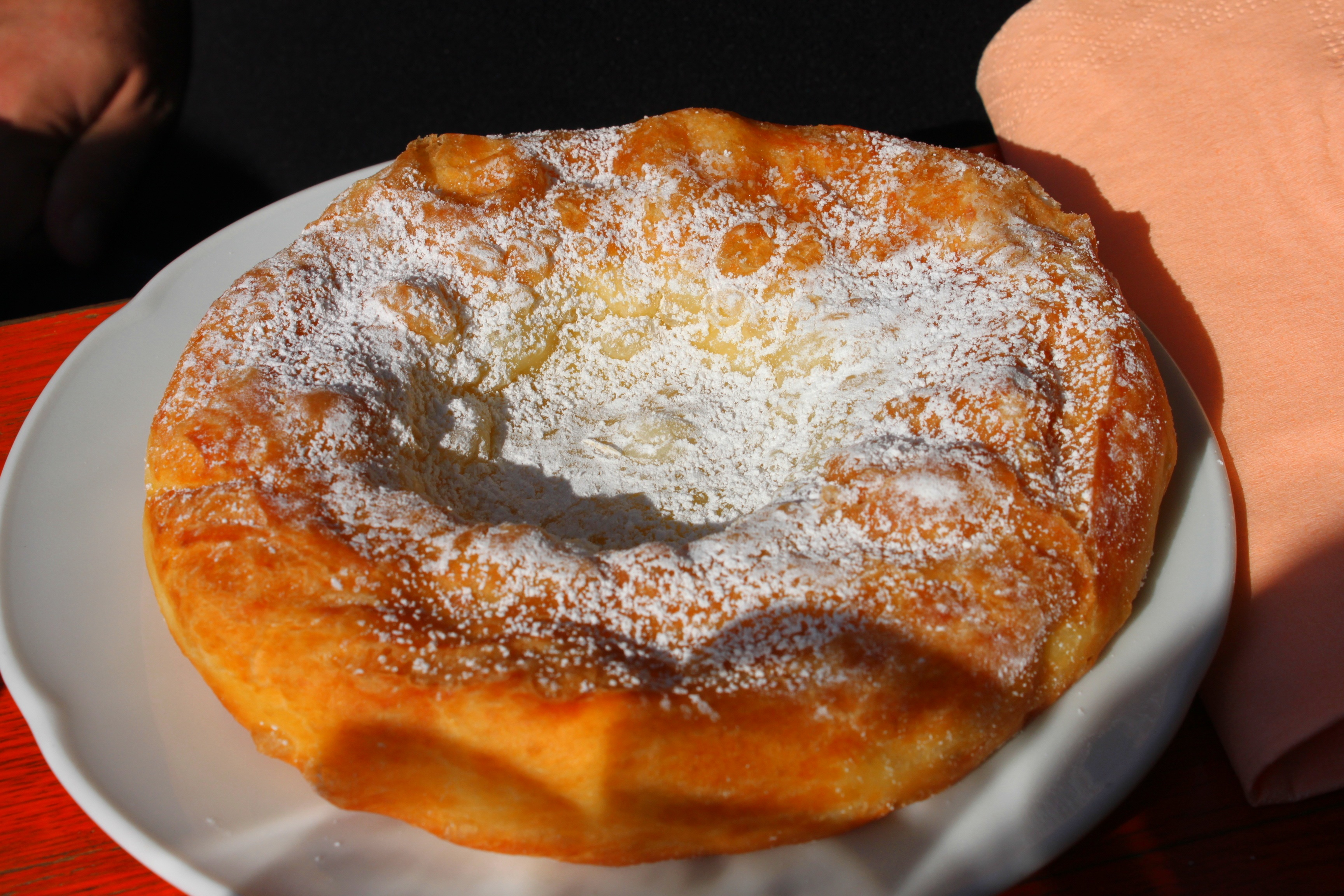
Кникюхле

Кни́кюхле (нем. Knieküchle, дословно — «пирожок на колене», также а́усцогне бав. Auszogne, дословно — «растянутая [пышка]») — традиционное мучное изделие в южнонемецкой кухне. Под разными региональными названиями оно также популярно в австрийской и южнотирольской кухне. Кникюхле представляет собой пышку особой круглой формы, напоминающей автомобильное колесо: она очень тонкая в центре и равномерно утолщается к краю. Такая форма в давние времена достигалась путём растягивания шарообразной тестовой заготовки на колене, что и объясняет название пышки. Для кникюхле имеются и специальные формы. Кникюхле готовят на дрожжевом тесте, жарят во фритюре на смальце, готовые изделия посыпают сахарной пудрой. В некоторых рецептах в тесто добавляют изюм. Правильная кникюхле имеет тончайшую хрустящую серединку, через которую можно даже прочитать любовное письмо, и мягкие края толщиной приблизительно в три сантиметра. Жирные кникюхле в стритфуде обычно подают в салфетке, они особенно вкусны горячими, и их часто едят в послеобеденную кофейную паузу.
Раньше кникюхле готовили преимущественно по особым случаям: к окончанию сбора урожая, престольным праздникам или на ярмарку. Во Франконии кникюхле называют «католическими», если сахарной пудрой в центре посыпана «ложбинка», и «протестантскими», если «возвышенность». В Тироле похожие пышки называются «киахль», они популярны на рождественских базарах, их едят с брусничным конфитюром и даже с квашеной капустой.